# كريس ستريت
كريس ستريت (2 فبراير 1972 - 19 يناير 1993 في الولايات المتحدة) (بالإنجليزية: Chris Street)‏ هو لاعب كرة سلة أمريكي في مركز هجوم قوي الجسم. لعب مع آيوا هوك آيز ‏.

## وصلات خارجية
- كريس ستريت على موقع كلية كرة السلة في سبورتس رفرنس.كوم (الإنجليزية)